# Vượt qua thử thách
Vượt qua thử thách là trò chơi truyền hình do Đài Phát thanh - Truyền hình Hà Nội & công ty Vietba Media sản xuất và phát sóng vào lúc 17:30 chủ nhật hằng tuần trên H1 từ ngày 2/5/2004 đến ngày 23/4/2006, từ ngày 1/5/2006 đến 27/4/2009, chương trình thay đổi khung phát sóng sang 19:45 thứ 2 hằng tuần. Chương trình được dựa theo bản quyền gốc từ chương trình "HaKassefet" (Hebrew: הַכַּסֶפֶת) của Israel. 
Có ba người tham gia trong mỗi chương trình với 3 vòng thi. Chương trình này đồng hành cùng Quỹ Bảo trợ trẻ em thành phố Hà Nội và đây là nơi để người chơi sử dụng giải thưởng cho mục đích từ thiện.

## Luật chơi
Ba người chơi tham gia vào mỗi chương trình sẽ trải qua ba vòng thi; sau mỗi vòng, điểm số không được cộng dồn mà được đặt lại về 0 khi bắt đầu vòng tiếp theo.

### Vòng 1
Lần lượt ba người chơi, theo thứ tự được xác định bằng bốc thăm, sẽ trả lời 10 câu hỏi mở trong vòng 4 phút. Thí sinh được tặng trước 1000 điểm (trước năm 2006 là 500 điểm) khi bắt đầu vòng chơi.
Với mỗi câu trả lời đúng, người chơi ghi được 100 điểm (trước năm 2006 là 50 điểm) và vị trí của câu hỏi sẽ được đánh dấu bằng màu đỏ. Người chơi có tối đa hai lượt trả lời câu hỏi theo tuần tự từ câu số 1 đến câu số 10. Người chơi có thể bỏ qua câu hỏi ở lượt thứ nhất để quay lại trả lời câu hỏi ở lượt tiếp theo, nhưng trả lời sai (dù ở lượt thứ nhất) sẽ không thể quay lại câu hỏi đó nữa, đồng thời vị trí của câu hỏi sẽ được đánh dấu bằng màu xanh dương. 
Nếu sau hai lượt mà vẫn không trả lời được câu hỏi, người chơi có thể nhờ ban cố vấn (gồm ba thành viên) giúp đỡ và thỏa thuận với họ một số điểm dưới 100. Nếu trợ giúp thành công, cả người chơi và người trợ giúp được cộng thêm số điểm đã thỏa thuận và vị trí của câu hỏi sẽ có màu xanh lục. Người chơi có ba lần trợ giúp và mỗi lần được chọn một người (không được chọn lại ở các lượt sau); sau ba lần trợ giúp mà vẫn sai, người dẫn chương trình sẽ công bố đáp án và người chơi sẽ không được điểm cho câu hỏi đó.
Sau khi trả lời xong 10 câu hỏi hoặc hết giờ, người chơi có quyền quyết định có tham gia vào câu hỏi cược điểm hay không. Nếu chọn tham gia vào câu hỏi này, người chơi sẽ đặt cược một số điểm bất kỳ trong giới hạn số điểm hiện có, và phải trả lời một câu hỏi dưới dạng đúng-sai trong vòng 20 giây suy nghĩ (trước năm 2006 là không giới hạn thời gian). Trả lời đúng sẽ được số điểm đã cược, sai sẽ bị trừ số điểm đó.
Nếu người chơi tự mình trả lời đúng 10 câu hỏi mà không nhờ ban trợ giúp bất kỳ câu nào và trả lời đúng câu cược điểm, tổng số điểm của người chơi sẽ được gấp đôi. Điểm tối đa cho vòng thi này là 6000 điểm.
Kết thúc vòng 1, hai người chơi có số điểm cao nhất sẽ lọt vào vòng 2.

### Vòng 2
Hai thí sinh vượt qua vòng 1 sẽ đối đầu với nhau qua 15 câu hỏi trong thời gian 4 phút, mỗi câu hỏi có một ô chữ gợi ý. Người chơi chỉ được bấm chuông giành quyền trả lời sau khi người dẫn chương trình đọc xong câu hỏi và có 5 giây để đưa ra đáp án. Người chơi sẽ ghi được 200 điểm (trước năm 2006 là 100 điểm) cho mỗi câu trả lời đúng; trả lời sai, không có đáp án sau 5 giây hoặc phạm quy (bấm chuông khi MC chưa đọc xong câu hỏi hoặc trả lời không có tín hiệu chuông), người chơi sẽ mất lượt và quyền trả lời thuộc về người còn lại (tuy nhiên, người này vẫn phải bấm chuông trả lời câu hỏi để tránh phạm quy).
Thí sinh có số điểm cao hơn ở vòng 2, hoặc có số điểm cao hơn ở vòng 1 trong trường hợp cả hai người chơi bằng điểm nhau sẽ lọt vào vòng 3 của chương trình. Nếu cả hai người chơi bằng điểm nhau trong cả vòng 1 và vòng 2, một câu hỏi phụ sẽ được đưa ra; người trả lời đúng câu hỏi phụ sẽ giành quyền vào vòng cuối cùng.
Điểm tối đa ở vòng thi này là 3000 điểm.

### Vòng 3
Người chơi vượt qua vòng 2 sẽ có 4 phút để trả lời 10 câu hỏi liên quan đến một chủ đề được đưa ra ở đầu chương trình. Mỗi câu trả lời đúng được 300 điểm (trước năm 2006 là 150 điểm), ngoại trừ câu thứ 10 có giá trị 5000 điểm (trước đây là 3000 và 1500 điểm). Thí sinh chỉ được trả lời một lần duy nhất ở mỗi câu hỏi; nếu trả lời sai hoặc bỏ qua câu hỏi, người dẫn chương trình sẽ đọc đáp án và câu hỏi đó sẽ không được hỏi lại.
Trước khi bắt đầu vòng thi, người chơi sẽ được quyền lựa chọn có hay không tham gia tình huống mạo hiểm. Nếu quyết định tham gia, người chơi sẽ chọn một câu hỏi từ câu thứ 4 đến câu thứ 9 làm câu mạo hiểm, và không được nhờ ban trợ giúp ở câu này. Trả lời đúng câu mạo hiểm, người chơi được cộng 900 điểm, nếu sai bị trừ đi 900 điểm.
Nếu trả lời đúng được hai trong ba câu hỏi đầu tiên, người chơi sẽ có quyền trợ giúp từ ban trợ giúp với thể thức tương tự vòng 1, và được trả lời đến câu hỏi thứ 10 cũng như câu hỏi mạo hiểm (từ năm 2006 đến khi khép lại). Trong trường hợp ngược lại, người chơi sẽ phải tự mình trả lời các câu hỏi còn lại cho đến câu thứ 9 (không được trả lời câu 10), không được giải câu mạo hiểm và không được nhờ trợ giúp.
Điểm tối đa ở vòng thi này là 7700 điểm. 
Tổng điểm tối đa cho cả ba vòng thi là 16700 điểm (trả lời đúng tất cả các câu hỏi trong suốt cuộc thi và không chọn trợ giúp một câu nào). Vào cuối chương trình, tổng số điểm của người chơi sau ba vòng sẽ được quy đổi thành số tiền thưởng cho người chơi (mỗi điểm tương ứng 1 nghìn đồng). Số điểm của ban trợ giúp và số điểm bằng với số điểm của người chơi ở vòng 3 sẽ được dùng để gửi vào Quỹ Bảo trợ trẻ em Thành phố Hà Nội.

## Người dẫn chương trình
- Quang Vinh - Nhà hát Tuổi trẻ (2004 và 1/2006 - 4/2006)
- Thu Hương (2004)
- Long Hoàng - Học viện Quan hệ Quốc tế (2005)
- Trần Lập - cựu ca sĩ nhóm Bức Tường (5/2006 - 23/4/2007)[3][4]
- Hạnh Dung - Đại học Ngoại thương Hà Nội (30/4/2007 - 27/4/2009)[5][6]